# Elecciones municipales de Pasco de 1993
Las elecciones municipales de Pasco de 1993 se llevaron a cabo el 29 de enero de 1993 para elegir al alcalde y al Concejo Provincial de Pasco para el periodo 1993-1995. La elección se celebró simultáneamente con elecciones municipales en todo el país.

## Sistema electoral
La Municipalidad Provincial de Pasco es el órgano administrativo y de gobierno de la provincia de Pasco. Está compuesta por el alcalde y el Concejo Provincial.
La votación del alcalde y el concejo se realiza en base al sufragio universal, que comprende a todos los ciudadanos nacionales mayores de dieciocho años, empadronados y residentes en la provincia de Pasco y en pleno goce de sus derechos políticos, así como a los ciudadanos no nacionales residentes y empadronados en la provincia de Pasco.
El Concejo Provincial de Pasco está compuesto por 19 regidores elegidos por sufragio directo para un período de tres (3) años, en forma conjunta con la elección del alcalde (quien lo preside). La votación es por lista cerrada y bloqueada. Se asigna a la lista ganadora los escaños según el método d'Hondt o la mitad más uno, lo que más le favorezca. Es elegido como alcalde el candidato que ocupe el primer lugar de la lista que haya obtenido la más alta votación.

## Composición del Concejo Provincial de Pasco
La siguiente tabla muestra la composición del Concejo Provincial de Pasco antes de las elecciones.
| Partidos | Partidos                | Regidores |
| -------- | ----------------------- | --------- |
|          | Frente Democrático      | 11        |
|          | Izquierda Unida         | 5         |
|          | Partido Aprista Peruano | 3         |

## Partidos y candidatos
A continuación se muestra una lista de los principales partidos y alianzas electorales que participaron en las elecciones:
| Candidatura | Candidatura | Partidos y alianzas | Candidatos | Candidatos               | Ideología                                                  | Resultado previo | Resultado previo | Ref. |
| Candidatura | Candidatura | Partidos y alianzas | Candidatos | Candidatos               | Ideología                                                  | Votos (%)        | Reg.             | Ref. |
| ----------- | ----------- | --- | ---------- | ------------------------ | ---------------------------------------------------------- | ---------------- | ---------------- | ---- |
|             | AP          | Lista - Acción Popular (AP) |            | Alberto Galindo Terreros | Humanismo Nacionalismo cívico Reformismo                   | 38.82%           | 8                |      |
|             | Libertad    | Lista - Movimiento Libertad (Libertad) |            | Juan Guillermo Carbajal  | Liberalismo clásico Democracia liberal Republicanismo      | 38.82%           | 0                |      |
|             | PPC         | Lista - Partido Popular Cristiano (PPC) |            | Jacinta Acevedo Chávez   | Democracia cristiana Conservadurismo Liberalismo económico | 38.82%           | 3                |      |
|             | IU          | Lista - Izquierda Unida (IU) – Unión de Izquierda Revolucionaria (UNIR) – Partido Comunista Peruano (PCP) – Frente Obrero Campesino Estudiantil y Popular (FOCEP) |            | Germán Aguilar Ramos     | Marxismo-leninismo Mariateguismo Socialismo democrático    | 37.62%           | 5                |      |
|             | APRA        | Lista - Partido Aprista Peruano (APRA) |            | Félix Oscátegui Rivera   | Aprismo                                                    | 19.52%           | 3                |      |
|             | FNTC        | Lista - Frente Nacional de Trabajadores y Campesinos (FNTC) |            | Rafaela Palacín Rosales  | Nacionalismo de izquierda Tahuantinsuyismo                 | Nuevo            | Nuevo            |      |
|             | Frepap      | Lista - Frente Popular Agrícola del Perú (Frepap) |            | Enrique Flores Osorio    | Israelismo Fundamentalismo cristiano Populismo             | Nuevo            | Nuevo            |      |
|             | IND         | Lista - Lista Independiente Frente de Reconstrucción Popular de Pasco                                                                                             |            | Celso Curi Santiago      | Localismo pasqueño                                         | Nuevo            | Nuevo            |      |
|             | IND         | Lista - Lista Independiente Movimiento de Desarrollo Pasco |            | Lizandro Huere Quispe    | Localismo pasqueño                                         | Nuevo            | Nuevo            |      |
|             | IND         | Lista - Lista Independiente Frente de Desarrollo Cáceres |            | Víctor Espinoza Soto     | Localismo pasqueño                                         | Nuevo            | Nuevo            |      |
|             | IND         | Lista - Lista Independiente Movimiento Independiente Cambio 93 |            | Juan Chávez Mauricio     | Localismo pasqueño                                         | Nuevo            | Nuevo            |      |
|             | IND         | Lista - Lista Independiente Frente Amplio Regional |            | Ángel Núñez Meza         | Localismo pasqueño                                         | Nuevo            | Nuevo            |      |

Otros candidatos
| Partidos y alianzas | Partidos y alianzas                                         | Candidatos             |
| ------------------- | ----------------------------------------------------------- | ---------------------- |
|                     | Lista Independiente Gran Mayoría para el Cambio             | Zacarías Deudor Ponce  |
|                     | Lista Independiente Frente Independiente Siglo 21           | Antonio Rojas Colonio  |
|                     | Lista Independiente Frente Independiente Pasqueño           | Raul Arellano Hereña   |
|                     | Lista Independiente Movimiento Social Independiente - Pasco | Estalino Yauri Lozano  |
|                     | Lista Independiente Radical                                 | Máximo López Torres    |
|                     | Lista Independiente Hombre del Pueblo para el Pueblo        | Pablo Callupe Arzapalo |
|                     | Lista Independiente Unidos por Pasco                        | César García Gonzales  |

## Resultados

### Sumario general
|                        |                                                               |              |              |              |           |           |
| Partidos y coaliciones | Partidos y coaliciones                                        | Voto popular | Voto popular | Voto popular | Regidores | Regidores |
| Partidos y coaliciones | Partidos y coaliciones                                        | Votos        | %            | ±pp          | Total     | +/−       |
|                        | Lista Independiente Frente de Reconstrucción Popular de Pasco | 5,733        | 24.99        | n/a          | 11        | +11       |
|                        | Lista Independiente Movimiento de Desarrollo Pasco            | 3,600        | 15.70        | n/a          | 3         | +3        |
|                        | Lista Independiente Frente de Desarrollo Cáceres              | 2,205        | 9.61         | n/a          | 1         | +1        |
|                        | Lista Independiente Movimiento Independiente Cambio 93        | 1,582        | 6.90         | n/a          | 1         | +1        |
|                        | Lista Independiente Frente Amplio Regional                    | 1,259        | 5.49         | n/a          | 1         | +1        |
|                        | Izquierda Unida (IU)                                          | 1,199        | 5.23         | –32.39       | 1         | –4        |
|                        | Acción Popular (AP)                                           | 1,177        | 5.13         | n/a          | 1         | –7        |
|                        | Lista Independiente Gran Mayoría para el Cambio               | 1,145        | 4.99         | n/a          | 0         | ±0        |
|                        | Partido Aprista Peruano (APRA)                                | 1,020        | 4.45         | –15.07       | 0         | –3        |
|                        | Movimiento Libertad (Libertad)                                | 1,005        | 4.38         | n/a          | 0         | ±0        |
|                        | Partido Popular Cristiano (PPC)                               | 686          | 2.99         | n/a          | 0         | –3        |
|                        | Lista Independiente Frente Independiente Siglo 21             | 526          | 2.29         | n/a          | 0         | ±0        |
|                        | Frente Nacional de Trabajadores y Campesinos (FNTC)           | 463          | 2.02         | Nuevo        | 0         | ±0        |
|                        | Frente Popular Agrícola del Perú (Frepap)                     | 368          | 1.60         | Nuevo        | 0         | ±0        |
|                        | Lista Independiente Frente Independiente Pasqueño             | 339          | 1.48         | n/a          | 0         | ±0        |
|                        | Lista Independiente Movimiento Social Independiente - Pasco   | 270          | 1.18         | n/a          | 0         | ±0        |
|                        | Lista Independiente Radical                                   | 130          | 0.57         | n/a          | 0         | ±0        |
|                        | Lista Independiente Hombre del Pueblo para el Pueblo          | 129          | 0.56         | n/a          | 0         | ±0        |
|                        | Lista Independiente Unidos por Pasco                          | 101          | 0.44         | n/a          | 0         | ±0        |
|                        |                                                               |              |              |              |           |           |
| Total                  | Total                                                         | 22,937       |              |              | 19        | ±0        |
|                        |                                                               |              |              |              |           |           |
| Votos válidos          | Votos válidos                                                 | 22,937       | 59.99        | –22.52       |           |           |
| Votos en blanco        | Votos en blanco                                               | 3,156        | 8.25         | +3.68        |           |           |
| Votos nulos            | Votos nulos                                                   | 12,143       | 31.76        | +18.83       |           |           |
| Votos emitidos         | Votos emitidos                                                | 38,236       | 56.63        | +10.69       |           |           |
| Abstenciones           | Abstenciones                                                  | 29,283       | 43.37        | –10.69       |           |           |
| Votantes registrados   | Votantes registrados                                          | 67,519       |              |              |           |           |
|                        |                                                               |              |              |              |           |           |
| Fuente:                |                                                               |              |              |              |           |           |

## Elecciones municipales distritales

### Resultados por distrito
La siguiente tabla enumera el control de los distritos de la provincia de Pasco. El cambio de mando de una organización política se resalta del color de ese partido.
| Distrito                            | Alcalde(sa) titular         | Partido político           | Partido político           | Alcalde(sa) electo(a)       | Partido político | Partido político             |
| ----------------------------------- | --------------------------- | -------------------------- | -------------------------- | --------------------------- | ---------------- | ---------------------------- |
| Huachón                             | Demetrio Cañavi Barreto     |                            | Frente Democrático         | Ángel Paredes Flores        |                  | Frente de Desarrollo Cáceres |
| Huariaca                            | Jorge Cruz Ventura          |                            | Partido Aprista Peruano    | Julio Grados Camán          |                  | Movimiento Libertad          |
| Huayllay                            | Cipriano Carranza Cristóbal |                            | Izquierda Unida            | Cipriano Carranza Cristóbal |                  | Reconstrucción Popular       |
| Ninacaca                            | Mario Ortega Huaricapcha    |                            | Frente Democrático         | Julio Arias Carhuaricra     |                  | Gran Mayoría                 |
| Pallanchacra                        | Sin información disponible  | Sin información disponible | Sin información disponible | Jesús López Campos          |                  | Cambio 93                    |
| Paucartambo                         | José de la Cruz Zamudio     |                            | Izquierda Unida            | Wenceslao Orozco Samaniego  |                  | Movimiento de Desarrollo     |
| San Francisco de Asís de Yarusyacán | Amadeo Chamorro Cabello     |                            | Partido Aprista Peruano    | Amadeo Chamorro Cabello     |                  | Partido Aprista Peruano      |
| Simón Bolívar                       | Celso Curi Santiago         |                            | Izquierda Unida            | Demetrio Atencio Cristóbal  |                  | Reconstrucción Popular       |
| Ticlacayán                          | Sin información disponible  | Sin información disponible | Sin información disponible | Roberto Torres Ángel        |                  | Izquierda Unida              |
| Tinyahuarco                         | Benedicto Cuyubamba Valer   |                            | Frente Democrático         | Walter Poma Barreto         |                  | Partido Aprista Peruano      |
| Vicco                               | Simón Vicente Cristóbal     |                            | Partido Aprista Peruano    | Amadeo Bernuy Palpan        |                  | Cambio 93                    |
| Yanacancha                          | Félix Guerra Ricapa         |                            | Izquierda Unida            | Miguel Bravo Quispe         |                  | Movimiento de Desarrollo     |